# Estações-fantasma do Metrô de Paris
As estações fantasmas do metrô de Paris são estações fechadas ao público. 
Por razões históricas ou comerciais, várias estações do metrô de Paris não são utilizadas nem acessíveis, adquirindo um caráter misterioso para parisienses e turistas. 

## Estações nunca inauguradas
Duas estações do metrô de Paris foram construídas sobre o traçado da linha, mas nunca foram abertas ao público e não possuem saídas para a rua: Porte Molitor/Murat e Haxo. 
Porte Molitor é uma estação que foi construída em conexão com as linhas 9 e 10, com o objetivo de ser uma opção de locomoção para os frequentadores do estádio Parc des Princes, mas a exploração comercial foi considerada complicada demais e o projeto foi abandonado antes da construção de acessos à estação. Suas vias servem atualmente como estacionamento de trens.
Uma via única, denominada voie des Fêtes, liga Place des Fêtes à Porte des Lilas com uma estacão intermediária: Haxo. Haxo foi construída sobre um curto trecho da rede destinado a ligar as atuais linhas 3 bis e 7 bis, mas acabou-se optando por uma ligação expressa rodoviária; no entanto, o serviço de ônibus não agradou aos usuários e foi suprimido em 1939.
Finalmente, a estação Invalides tem uma meia-estação que consiste de um cais inoperante em via única em impasse, ramificada nas vias da linha 8 em direção ao norte. Na origem das operações do metrô, o projeto apresentado por Fulgence Bienvenüe previa a operação de um cinturão interno, onde os trens viajariam nas vias da linha 8 entre Esplanade des Invalides e Opéra. Este princípio implica a construção de várias ligações sob a esplanade des Invalides, onde duas plataformas de via única enquadrariam a estação da linha 8. No entanto, a ideia de explorar uma linha circular foi finalmente abandonada em 1922, logo após o fim dos trabalhos e as duas semi-estações realizadas não receberam todos os viajantes. Cinquenta anos depois, a criação da linha 13 atual, com a integração da antiga linha 14 e a construção de um túnel sob o Sena, causou alterações significativas. A meia-estação Oeste, adormecida desde 1922, tornou-se parte da estação da nova linha 13 com os trens em direção ao norte. Em contrapartida, a meia-estação Leste não foi afetada pelos trabalhos e permanece fechada ao público; o túnel de ligação a Varenne foi removido, ela torna-se uma meia-estação em cul-de-sac.

## Estações fechadas
Três estações nunca foram reabertas após o fim da Segunda Guerra Mundial: Arsenal (linha 5), Champ-de-Mars (linha 8) e Croix-Rouge (linha 10), que foi em uma época decorada com uma praia, antes de servir de quadro publicitário em 2007-2008 para uma exposição organizado pela Biblioteca Nacional da França sobre o tema do erotismo.
Duas outras estações foram reabertas, mas possuem plataformas inacessíveis ao público: Porte des Lilas - Cinéma (linha 3 bis) e Invalides (linha 8).

## Fusão
Quando a linha 3 foi prolongada até Gallieni, a estação Martin Nadaud foi integrada à estação Gambetta. Ela ainda existe e se encontra no prolongamento da atual estação Gambetta sentido Pont de Levallois, numa região delimitada por grades.

## Estações isoladas
Três estações de metrô foram planejadas, mas o traçado das linha nunca chegou a elas.
Quando a linha 1 do metrô parisiense foi prolongada até Pont de Neuilly em 1937, uma futura extensão até La Défense também foi projetada, com o início de uma passagem subaquática, e a administração regional reservou dois espaços subterrâneos destinados às futuras estações. Durante a construção, na década de 1970, da laje de pedestres que cobre as rodovias e garagens subterrâneas, duas formas projetadas para acomodar duas futuras estações de metrô estavam reservadas no eixo que deveria ser servido pela linha: La Défense - Michelet, sob o bairro Michelet, e Elysées - La Défense, no quarto subsolo do estacionamento do shopping center Quatre Temps localizado no edifício Elysées La Défense. No entanto, o custo de uma possível travessia subterrânea do Sena foi considerado alto demais e o traçado do projeto foi alterado para utilizar a ponte de Neuilly.
O espaço reservado às estações ficou então inutilizável, e seu único acesso se encontra no quarto andar de subsolo de um estacionamento, a trinta metros de profundidade, e com duzentos metros de comprimento.
Os espaços reservados, somente acessíveis através de uma porta situada no 4 º subsolo dos estacionamentos, trinta metros abaixo do nível da laje, ainda existentes, são considerados uma "oportunidade técnica neste setor" para a construção de uma estação La Défense da linha 15 do projeto Grand Paris Express. A dimensão do subsolo pelas diferentes redes e pelas fundações das torres não permitem considerar o estabelecimento de uma nova estação de transporte público, o STIF e o EPAD escolheram se a rota passando por La Défense é retida para implementar esta estação na reserva Élysées - La Défense, que fica a 200 m e 30 m de largura e permite o estabelecimento da estação e vias de estação de fundo necessários para retorno dos trens.
Orly-Sud foi igualmente planejada para uma futura extensão da linha 7 do metrô até o Aeroporto de Orly, mas as obras nunca aconteceram e a ligação expressa Orlyval, aberta em 1991, foi construída sobre o solo, sem usar a área reservada.
Uma vez que esta reserva, que é uma grande sala de cerca de 100 m de comprimento e 10 m de largura orientada ao longo de um eixo norte-sul, foi convertida em armazém e é apelidada de "submarino" pelos funcionários da Aéroports de Paris. A rede de aquecimento passa por este local, e um projeto de tapete de bagagem está em estudo. Sua reutilização, no quadro da criação de uma estação de TGV da linha nova de interconexão sul não é considerada devido ao seu sub-dimensionamento e ao traçado leste-oeste desta linha. Ele poderá se tornar o terminal da linha 14, que será prolongada até o aeroporto no projeto Grand Paris Express, mas falta o local para que os trens possam fazer retorno.

## Eventos
Em dezembro de 2008, a estilista francesa Sonia Rykiel ocupou a plataforma da estação fantasma Croix-Rouge para divulgar a sua nova coleção feita em parceria com rede de lojas H&M. A instalação podia ser vista de dentro dos vagões percorrendo a linha 10.